# Август Копф
| Виявлені 68 об'єктів                       | Виявлені 68 об'єктів |
| ------------------------------------------ | -------------------- |
| 542 Сюзанна [1]                            | 15 серпня 1904       |
| 579 Сідонія                                | 3 листопада 1905     |
| 582 Олімпія                                | 23 січня 1906        |
| 584 Семіраміда                             | 15 січня 1906        |
| 585 Бількіс                                | 16 лютого 1906       |
| 589 Хорватія                               | 3 березня 1906       |
| 591 Ірмгард                                | 14 березня 1906      |
| 593 Титанія                                | 20 березня 1906      |
| 595 Поліксена                              | 27 березня 1906      |
| 596 Шейла                                  | 21 лютого 1906       |
| 606 Брангена                               | 18 вересня 1906      |
| 607 Єнні                                   | 18 вересня 1906      |
| 608 Адольфіна                              | 18 вересня 1906      |
| 612 Вероніка                               | 8 жовтня 1906        |
| 613 Ґіневра                                | 11 жовтня 1906       |
| 614 Пія                                    | 11 жовтня 1906       |
| 615 Росвіта                                | 11 жовтня 1906       |
| 616 Еллі                                   | 17 жовтня 1906       |
| 617 Патрокл                                | 17 жовтня 1906       |
| 619 Тріберґа                               | 22 жовтня 1906       |
| 621 Верданді                               | 11 листопада 1906    |
| 624 Гектор                                 | 10 лютого 1907       |
| 625 Ксенія                                 | 11 лютого 1907       |
| 626 Нотбурґа                               | 11 лютого 1907       |
| 627 Харис                                  | 4 березня 1907       |
| 628 Крістіна                               | 7 березня 1907       |
| 629 Бернардіна                             | 7 березня 1907       |
| 630 Євфимія                                | 7 березня 1907       |
| 631 Філіппіна                              | 21 березня 1907      |
| 632 Пірра                                  | 5 квітня 1907        |
| 633 Целіма                                 | 12 травня 1907       |
| 634 Ута                                    | 12 травня 1907       |
| 640 Брамбілла                              | 29 серпня 1907       |
| 643 Шехерезада                             | 8 вересня 1907       |
| 644 Козіма                                 | 7 вересня 1907       |
| 646 Касталія                               | 11 вересня 1907      |
| 647 Адельґунда                             | 11 вересня 1907      |
| 648 Піппа                                  | 11 вересня 1907      |
| 649 Йозефа                                 | 11 вересня 1907      |
| 650 Амаласунта                             | 4 жовтня 1907        |
| 651 Antikleia                              | 4 жовтня 1907        |
| 654 Zelinda                                | 4 січня 1908         |
| 656 Beagle                                 | 22 січня 1908        |
| 657 Gunlöd                                 | 23 січня 1908        |
| 658 Астерія                                | 23 січня 1908        |
| 663 Ґерлінда                               | 24 червня 1908       |
| 664 Джудіт                                 | 24 червня 1908       |
| 666 Дездемона                              | 23 липня 1908        |
| 667 Деніз                                  | 23 липня 1908        |
| 668 Дора                                   | 27 липня 1908        |
| 669 Кіпрія                                 | 20 серпня 1908       |
| 670 Ottegebe                               | 20 серпня 1908       |
| 672 Астарта                                | 21 вересня 1908      |
| 677 Aaltje                                 | 18 січня 1909        |
| 679 Пакс                                   | 28 січня 1909        |
| 680 Genoveva                               | 22 квітня 1909       |
| 681 Горго                                  | 13 травня 1909       |
| 682 Агар                                   | 17 червня 1909       |
| 684 Hildburg                               | 8 серпня 1909        |
| 686 Gersuind                               | 15 серпня 1909       |
| 692 Hippodamia [2]                         | 5 листопада 1901     |
| 693 Zerbinetta                             | 21 вересня 1909      |
| 754 Малабар                                | 22 серпня 1906       |
| 1780 Kippes                                | 12 вересня 1906      |
| 1781 Ван Бісбрук                           | 17 жовтня 1906       |
| 3105 Stumpff                               | 8 серпня 1907        |
| 3133 Сендай                                | 4 жовтня 1907        |
| 3687 Dzus                                  | 7 жовтня 1908        |
| 1. 1 with Пауль Ґьотц 2. 2 with Макс Вольф |                      |

Август Копф нім. August Kopff (5 лютого 1882 Гейдельберг, Німеччина-25 квітня 1960 Гейдельберг, Німеччина) був німецький астроном, який виявив декілька комет і астероїдів. Він працював в Гейдельберзі, потім вступив в Гумбольдтський університет Берліна, де він став директором Інституту Астрономічних Розрахунків.
Він виявив, деякі комети, в тому числі періодичні комети 22P/Копф і неперіодичних C/1906 E1. Також він виявив багато астероїдів, включаючи, зокрема троянських астероїдів з 617 Патрокл і 624 Гектор.
На його честь названо кратер на Місяці (див. Кратер Копфа) та астероїд 1631 Копф.
1. 1 2  Математичний генеалогічний проєкт — 1997.